# Jean Pucelle

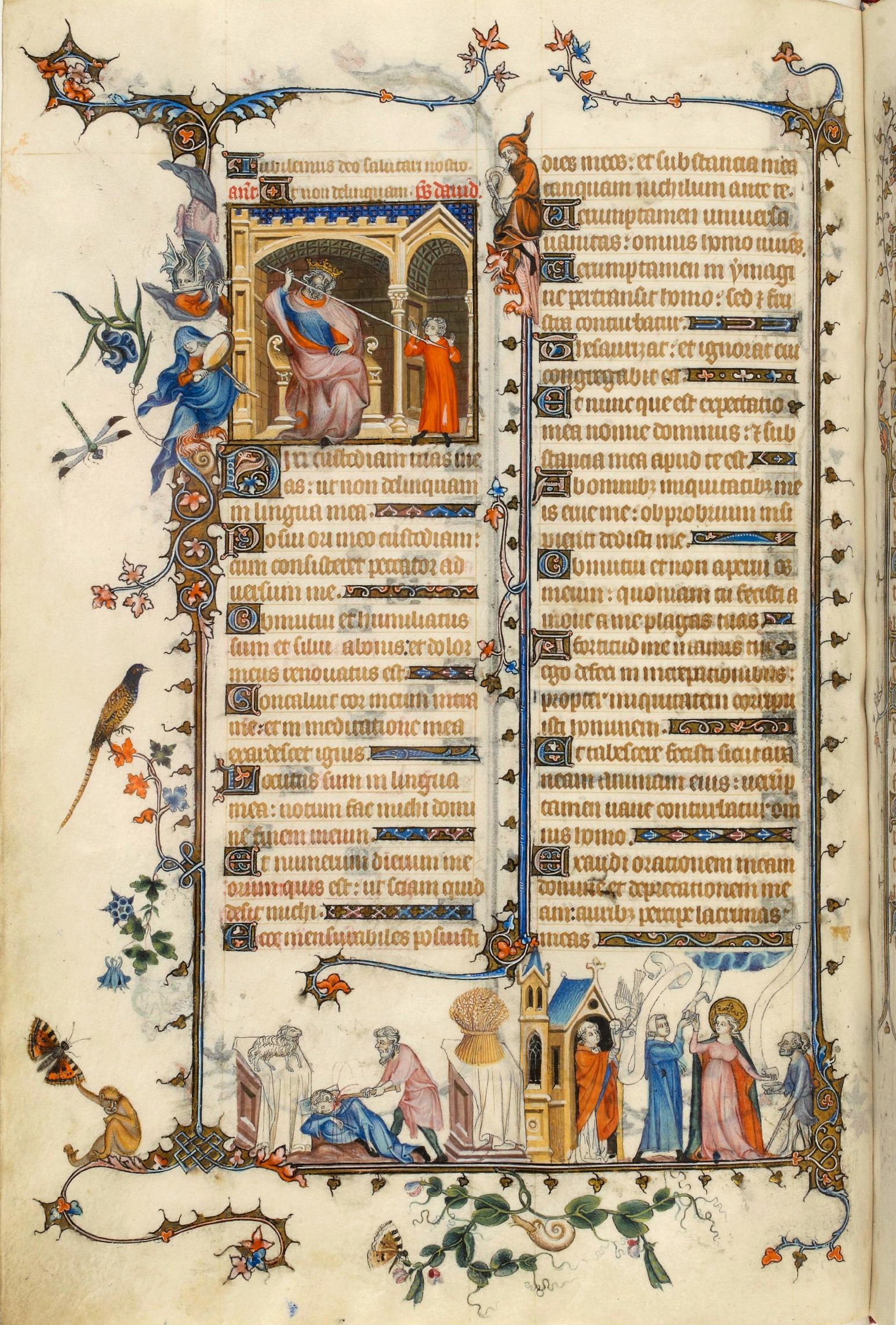
Jean Pucelle en atelier, Belleville-breviarium (ca. 1323-1326), David voor Saul. Parijs, BnF, ms. latin 10483-10484, vol. 1, folio 37r

Jean Pucelle (1300? – 1334)  was een Franse miniaturist uit de 14e eeuw.

## Biografie
Jean Pucelle (geboren omstreeks 1300 (?) en gestorven in 1334) was een Frans schilder en juwelier, maar hij is vooral bekend als een van de meest gereputeerde verluchters van zijn generatie.
Hij was actief in Parijs in het tweede kwart van de 14e eeuw (ca. 1320-1334).  Zijn naam komt voor het eerst voor in rekeningen tussen 1319 en 1324 van de Parijse 'Broederschap van St. Jacques-aux-Pelerins'. Pucelle maakte voor hen een zegel dat enkel gedocumenteerd is in gravures van 1851 (ondertussen verloren) en 1877. Beide afbeeldingen waren niet voldoende duidelijk om ze te kunnen gebruiken als basis voor identificatie van het werk van Pucelle. 

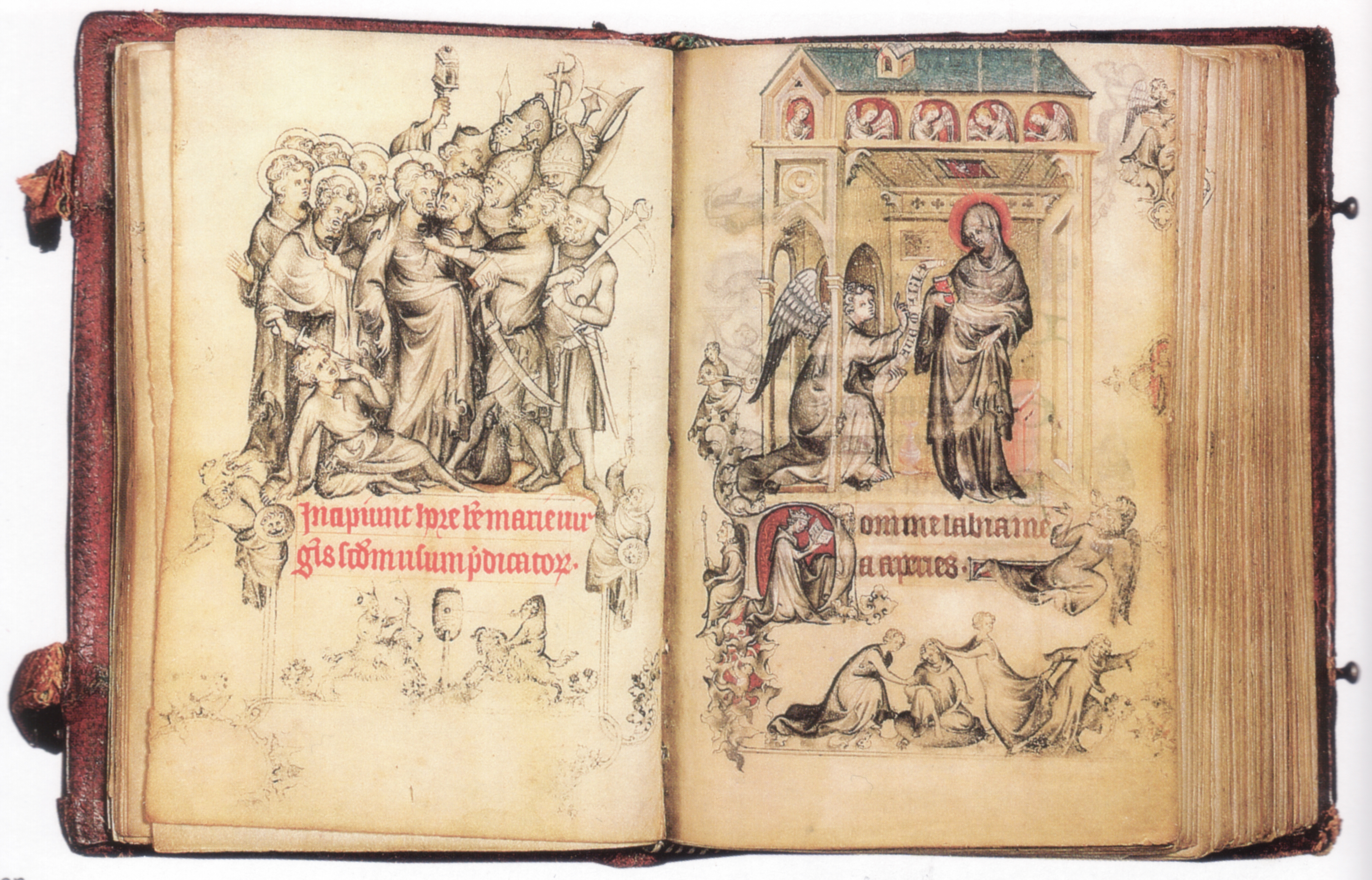
Jean Pucelle, Getijden van Jeanne d'Évreux (c.1324-1328), De gevangenneming van Christus en de Annunciatie, New York, The Metropolitan Museum of Art, The Cloisters

Het feit dat Pucelle de bestelling kreeg van deze in 1319 opgerichte broederschap, waarvan de leden behoorden tot een eminente sociale klasse van provoosten, schepenen, koninklijke officieren etc. voorgezeten door de oom van de koning, Karel van Valois, betekent ongetwijfeld dat Pucelle gekend was en naar waarde werd geschat in de hoogste Parijse kringen.

## Werken
(lijst van de werken toegeschreven aan Jean Pucelle en zijn atelier)
- Het Belleville brevier (ca. 1323-1326, Parijs, BnF, ms. latin 10483-10484)
- De Robert de Billyng Bijbel (1327,  Parijs, BnF, ms. latin 11935)
- Het Getijdenboek van Jeanne d'Évreux (ca. 1324-1328, New York, The Cloisters, Acc.54.1.2)

Pucelle wordt ook vernoemd in aantekeningen in de marge van het 'Belleville-brevier', gemaakt tussen 1323 en 1326, samen met een Mahiet, een Ancelet en J. Chevrier. De best leesbare aantekening, in volume I op folio 32 luidt: "Mahiet J. Pucelle a baillie XX et IIIs Vid". Hieruit blijkt dat Pucelle aan Mahiet 23 sous en 6 denier betaald heeft, waaruit men kan afleiden dat Pucelle de supervisie had over de realisatie van het Belleville-brevier, maar het laat niet toe te besluiten wie de miniaturen maakte.
In 1327 wordt hij opnieuw genoemd als verluchter in de Bijbel geschreven door Robert de Billyng samen met Anciau de Cens en Jaquet Maci. Anciau is mogelijk de Ancelet uit het 'Belleville-brevier' en ook Maci zou kunnen overeenstemmen met Mahiet. De tekst luidt: "Jehan Pucelle, Anciau de Cens, Jaquet Maci, il hont enluminé ce liure ci, ceste lingue de vermellon que vous vees fu escrite en lan de grace mil ccc et ccvii en un jueudi, darrenier jour davril, veille de mai vº die". Ook hier worden de miniaturen toegeschreven aan Pucelle alhoewel hier geen bewijs voor is, de stijl van beide manuscripten is tamelijk verschillend hoewel ze uit dezelfde periode stammen.
Ook het Getijdenboek van Jeanne d'Évreux wordt toegeschreven aan Jean Pucelle. Ook hier verschilt de stijl substantieel van de Billyng Bijbel en het Belleville brevier. Het manuscript werd tussen 1325 en 1328 gerealiseerd door Jean Pucelle in Parijs. Opdrachtgever voor het handschrift was Karel IV van Frankrijk (Karel de Schone) en het was bedoeld als geschenk voor zijn derde echtgenote Jeanne d'Évreux ter gelegenheid van hun huwelijk op 13 juli 1325 of van hun kroning. Karel overlijdt in 1328. Na het overlijden van Jeanne in 1371 ging, volgens haar testament, het handschrift naar Karel V van Frankrijk de toenmalige koning en een neef van Jeanne. In 1410, 1413 en 1416 is het opgenomen in een inventaris van de bibliotheek van Jean de France, duc de Berry als  "Item unes petites heures de Nostre Dame, nommées Heures de Pucelle, enluminées de blanc et de noir, à l'usaige des Prescheurs". Maar ook in een inventaris van de 'juwelen' van Karel V in Vincennes wordt in gelijkaardige bewoordingen gewag gemaakt van het getijdenboek en daar wordt bovendien gespecificeerd dat het ingebonden was met de wapens van koningin Jeanne. In het testament van Jeanne d'Évreux van 1371 vermaakt zij "un petit livret d'oraisons" aan haar neef Karel V en ook zij verwijst naar Pucelle en naar de schenking ervan door haar man.

## Stijl

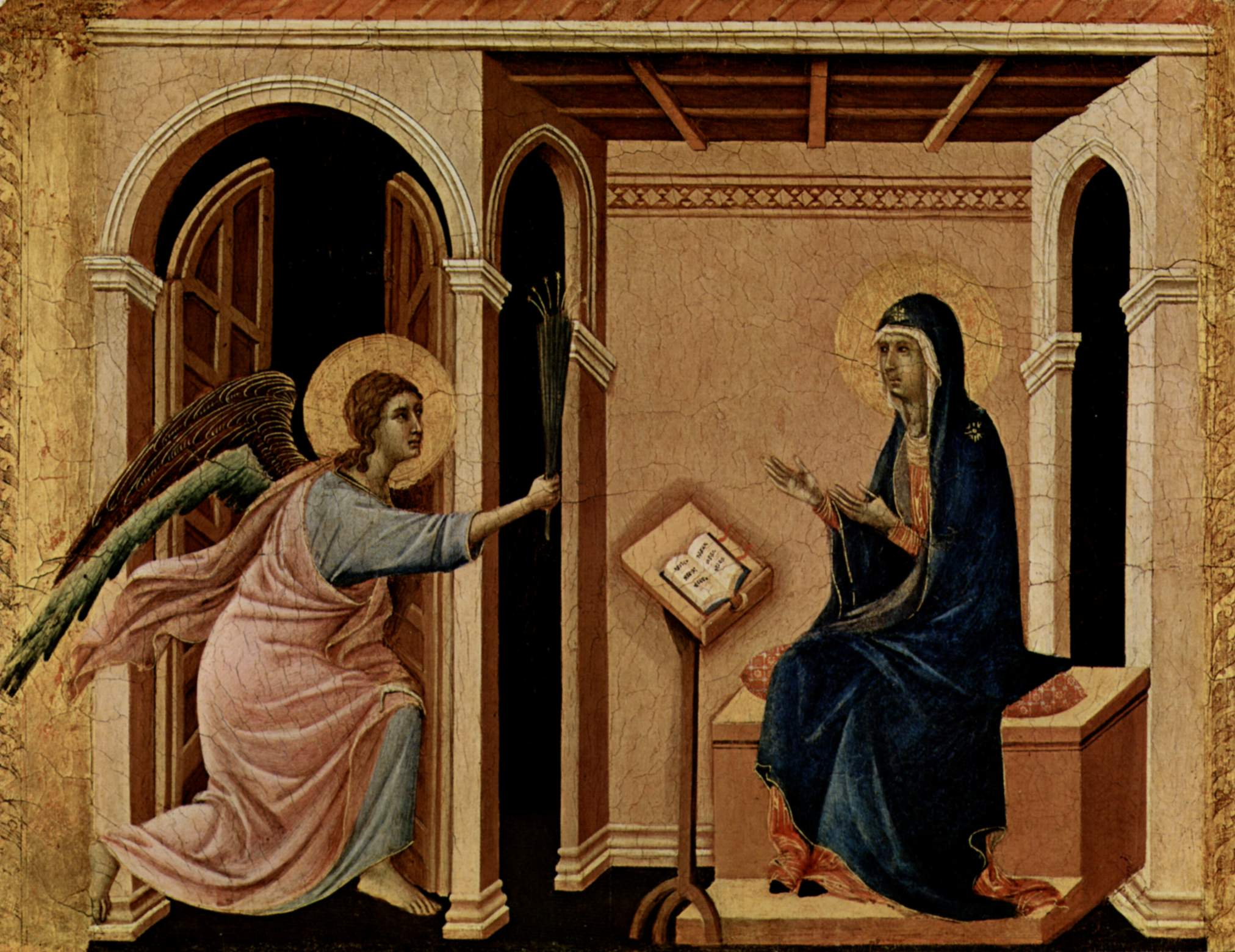
Annunciatie uit de Maestà van Duccio di Buoinsegna; heeft waarschijnlijk model gestaan voor de annunciatie uit het getijdenboek van Jeanne d'Évreux

Pucelle kende de verwezenlijkingen van het Italiaanse trecento. Hij bezocht waarschijnlijk Italië omstreeks 1320. Hij kende duidelijk het werk van de Siennese schilder Duccio di Buoninsegna. Onder meer de miniaturen van de annunciatie (zie afbeeldingen hierbij), de kruisiging en de graflegging hebben een gelijkaardige compositie als de taferelen in de Maesta van Duccio, gemaakt in 1311 voor de Duomo van Siena. Pucelle introduceerde een naturalistische tendens in de miniatuurkunst van de vroege 14e eeuw, door het afbeelden van meer levensechte figuren die hun emoties tonen. De scènes krijgen een levensechte soms dramatische enscenering. Pucelle introduceert ook het dieptegevoel in zijn miniaturen.
In een artikel uit 1984 wijst Stanley Ferber op Pucelles bekendheid met het werk van de beeldhouwer Giovanni Pisano. Tussen een preekstoel van Pisano en het werk van Pucelle kunnen parallellen getrokken worden. Onder meer in de moord op de onnozele kinderen in de bas de page van de miniatuur van de 'Aanbidding der wijzen' bij de sext, in de kruisafname en in de talrijke Atlasachtige figuren die in de marge de miniaturen torsen zijn talrijke vergelijkingspunten te vinden.
Maar ook al neemt Pucelle de verworvenheden van het Italiaanse trecento over, zoals bijvoorbeeld het perspectief van het interieur in de annunciatie miniatuur, het is niet gewoon kopiëren wat hij doet. Hij integreert de vernieuwingen met zijn eigen gotiek. Zo blijft hij de nadruk leggen op de elegantie in kleding, op de gracieuze houding (de S-curve in zijn figuren) en de verfijnde gebaren van zijn personages.

## Invloed
Werken die gerelateerd zijn aan de stijl van Pucelle vinden we terug door bijna gans de 14e eeuw. Hierbij een korte lijst:
- Getijdenboek van Johanna van Navarra, waarschijnlijk na 1336.
- Gebedenboek van Bonne du Luxembourg, ca. 1345
- Getijden van Yolande van Vlaanderen, na 1350 (zwaar beschadigd in de 19e eeuw).
- Breviarium van Charles V, tussen 1358 and 1380.
- Petites Heures van de Duc de Berry, eerste fase tussen 1372-75, afgewerkt omstreeks 1380.

Een aantal van deze werken zijn van de hand van Jean le Noir soms een 'reincarnatie van Pucelle' genoemd. Vooraleer men het juiste sterfjaar van Pucelle kende werden deze werken toegeschreven aan Pucelle zelf. Uit documenten blijkt dat Jean le Noir in dienst was van Yolande van Vlaanderen, Karel V en Jean de Berry. Een document uit 1358 leert ons dat Jean le Noir de dienst van Yolande van Vlaanderen verliet en samen met zijn dochter Bourgot in dienst trad bij Jan de Goede en zijn zoon de dauphin Karel. Er wordt bij vermeld dat hij een huis kreeg in de 'rue Trousevache' in Parijs. In 1372 zijn er in de rekeningen van de Duc de Berry giften van kleding aan Jean le Noir terug te vinden. In 1375 vinden we opnieuw betalingen aan Le Noir terug in een document waarin hij "enlumineur du roy et de mon dit seigneur" genoemd wordt.

## Externe referenties
- (en)  "The Hours of Jeanne d'Évreux" op The Age of Saint Louis (1226–1270), The Metropolitan Museum of Art
- (en)  Hours of Jeanne d'Evreux (1324-28), website universiteit SUNY Oneonta
- Bréviaire de Belleville, Gallica

- Bibliothèque nationale de France: cb16740164j (data)
- Gemeinsame Normdatei: 118793632
- International Standard Name Identifier: 0000 0000 5615 961X
- KulturNav: 6143122b-a1c6-4942-9241-7587a7a6e0b9
- Library of Congress Control Number: n88659924
- Nationale Bibliotheek van Israël: 987007278861805171
- Nederlandse Thesaurus van Auteursnamen: 185674976
- RKD-Nederlands Instituut voor Kunstgeschiedenis: 65029
- SNAC: w6vj5p5h
- Système universitaire de documentation: 119172984
- Union List of Artist Names: 500115647
- Virtual International Authority File: 79400108
- WorldCat: E39PCjJxbdRqgqfGyYCJxdt9Xd